# David Wharton
David Wharton (n. 19 mai 1969, Abington Township⁠(d), Pennsylvania, SUA) este un înotător american, medaliat olimpic. A participat la 2 ediții ale Jocurilor Olimpice (1988, 1992) în care a câștigat două medalii de argint.